# Joe Gebbia
Joe Gebbia, né le 21 août 1981 à Atlanta aux États-Unis, est designer et cofondateur du site Internet Airbnb, une plateforme communautaire de location et de réservation de logements de particuliers.

## Vie personnelle et formation
Joe Gebbia est né le 21 août 1981. Il est le fils d'Eileen et Joe Gebbia. Il grandit à Lawrenceville et a une sœur, Kimberly.  Il a pratiqué le sport, la musique et l'art tout au long de son enfance et a occupé plusieurs emplois, notamment en tant que garçon de balle pour les Hawks d'Atlanta. 
Il est diplômé de l'École de design de Rhode Island (RISD) où il rencontre Brian Chesky qui deviendra plus tard son colocataire et cofondateur d'Airbnb. Il obtient au RISD un Bachelor en beaux-arts et design graphique et industriel. Pendant ses études dans le Nord-Est, Gebbia complète ses activités créatives et ses études par des cours de commerce à l'Université Brown et au Massachusetts Institute of Technology (MIT),.

## Carrière

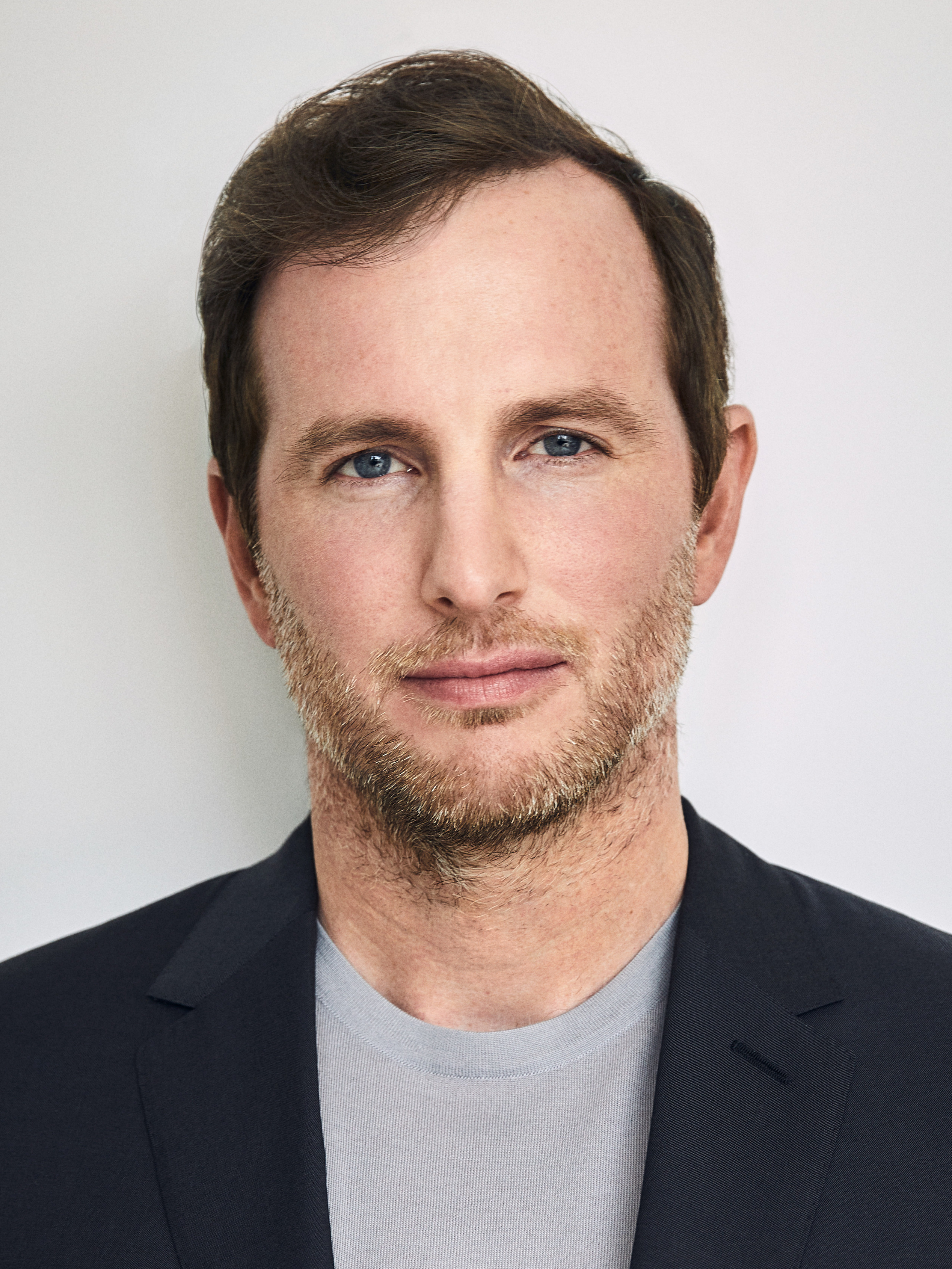
Joe Gebbia, janvier 2022

Après avoir obtenu son diplôme du RISD, Gebbia déménage à San Francisco,. Il convainc son ami et futur cofondateur, Brian Chesky, de l'y rejoindre pour créer une entreprise ensemble en 2007. En 2008, un autre des colocataires de Gebbia, diplômé de Harvard et architecte technique, Nathan Blecharczyk, devient le troisième cofondateur de leur entreprise. 
Joe Gebbia est cofondateur et CPO[Quoi ?] du site Internet Airbnb. Il supervise la marque et le développement du site. Il a également travaillé comme designer chez Chronicle Books et développé le design d'un site écologique. 
En 2014, il fait un don de 300 000 dollars au RISD, son école de design, afin d'aider à la création d'une bourse de 50 000 dollars et d'un fonds de dotation. En 2015, il vit à San Francisco, en Californie. 